# Хосете Міранда
Хосете Міранда (ісп. Josete Miranda, нар. 22 липня 1998, Хетафе) — екваторіальногвінейський футболіст, нападник грецького клубу «Волос» та національної збірної Екваторіальної Гвінеї.

## Клубна кар'єра
Хосете Міранда народився 1998 року в місті Хетафе в сім'ї іспанця та жінки з Екваторіальної Гвінеї. Розпочав займатись футболом у юнацькій команді клубу «Тетуан», пізніше продовжував виступи в юнацькій команді клубу «Уньйон Адарве», деякий час займався у футбольній школі мадридського «Реалу». У 2012 році перейшов до юнацької команди клубу «Хетафе». З 2015 року Міранда грав у складі команди «Хетафе Б». У 2021 році футболіст провів один матч у головній команді «Хетафе», проте невдовзі Міранду віддали в оренду до грецького клубу «Волос». З 2022 року Хосете Міранда грає у складі грецького клубу на умовах постійного контракту.

## Виступи за збірну
Як син вихідців з Екваторіальної Гвінеї 2015 року отримав запрошення до національної збірної Екваторіальної Гвінеї, цього ж року, 26 березня, дебютував в офіційних матчах у складі збірної в матчі проти збірної Єгипту. Перший м'яч у складі збірної забив 4 вересня 2016 року в матчі проти збірної Південного Судану в рамках відбірного турніру до Кубка африканських націй 2017 року. На кінець травня 2023 року зіграв у складі збірної 31 матчі, у якому відзначився 2 забитими м'ячами.